# Dobývání moci
Dobývání moci (v originále La Conquête) je francouzský životopisný film z roku 2011, který režíroval Xavier Durringer. Film zachycuje vzestup Nicolase Sarkozyho k moci od jeho jmenování ministrem vnitra v roce 2002 až po zvolení francouzským prezidentem v roce 2007. Snímek měl světovou premiéru dne 18. května 2011.

## Děj
Dne 6. května 2007 Nicolas Sarkozy mezi dvěma telefonáty své ženě Cécilii vzpomíná na pět let, které uplynuly od jeho vstupu do vysoké politiky.
V roce 2002 byl prezidentem republiky Jacquesem Chiracem jmenován ministrem vnitra ve vládě Jeana-Pierra Raffarina.
Postupně se mu podařilo prosadit se a rozhodl se kandidovat jako nástupce prezidenta Chiraca v roce 2007 do Elysejského paláce.
Musí však čelit velkým potížím, jako je rivalita s ministrem zahraničních věcí Dominiquem de Villepin nebo tajný románek jeho ženy Cécilie s podnikatelem Richardem Attiasem a jeho vlastní vztah s novinářkou Anne Fuldou.

## Obsazení
| Denis Podalydès      | Nicolas Sarkozy             |
| Florence Pernel      | Cécilia Sarkozy             |
| Bernard Le Coq       | Jacques Chirac              |
| Hippolyte Girardot   | Claude Guéant               |
| Samuel Labarthe      | Dominique de Villepin       |
| Grégory Fitoussi     | Laurent Solly               |
| Dominique Besnehard  | Pierre Charon               |
| Saïda Jawad          | Rachida Dati                |
| Pierre Cassignard    | Frédéric Lefebvre           |
| Michèle Moretti      | Bernadette Chiracová        |
| Emmanuel Noblet      | Bruno Le Maire              |
| Mathias Mlekuz       | Franck Louvrier             |
| Michel Bompoil       | Henri Guaino                |
| Gérard Chaillou      | Jean-Louis Debré            |
| Nicolas Moreau       | Pierre Giacometti           |
| Yann Babilée         | Richard Attias              |
| Fabrice Cals         | Michaël Darmon              |
| Laurent Olmedo       | Philippe Ridet              |
| Bruno Lopez          | Jean-François Achilli       |
| Jean-Pierre Léonardi | Bruno Jeudy                 |
| Laurent Claret       | Philippe Rondot             |
| Dominique Daguier    | Jean-Louis Gergorin         |
| Patrick Rotman       | televizní redaktor          |
| Philippe Maymat      | bodygard Nicolase Sarkozyho |
| Gabrielle Atger      | Cécilie Sarkozy             |
| Jérémie Fontaine     | Louis Sarkozy               |

## Ocenění
- César: nominace v kategoriích nejlepší herec (Denis Podalydès) a nejlepší herec ve vedlejší roli (Bernard Le Coq)